# 2018년 동계 올림픽 프리스타일 남자 모굴
2018년 동계 올림픽의 프리스타일 스키 남자 모굴 종목은 2018년 2월 9일부터 2월 12일까지 대한민국 평창군 휘닉스 평창에서 열렸다.

## 예선
본 대회에 앞서 출전권 선발전이 진행됐다. 올림픽 쿼터배정 명단에서 상위 30위 이내에 든 선수가 출전 대상이 되며 한 국가당 총 네 명까지 출전이 가능하다. 출전권 부여대상이 되는 선수는 2016년 7월 1일부터 2018년 1월 21일까지의 시한 내에 FIS 월드컵 대회나 2017년 FIS 프리스타일스키 스노보드 세계선수권대회에서 30위 내에 들어야 하고, FIS 출전 포인트 80점을 확보하여야 한다. 개최국인 대한민국의 경우 출전권 확보에 실패한다면, 출전기준을 충족하는 선수를 추천해 마지막으로 출전권을 얻은 선수를 대신할 수 있다.

## 결과

### 예선전
1차 예선에서는 상위 10위 이내에 든 선수들이 결승에 진출한다. 그 밖의 선수들은 2차 예선에 다시 참가하게 된다.

#### 1차 예선
| 순위 | 순번 | 이름                    | 국가           | 시간  | 점수 | 점수  | 점수  | 총합  | 주석 |
| 순위 | 순번 | 이름                    | 국가           | 시간  | 턴   | 에어  | 시간  | 총합  | 주석 |
| ---- | ---- | ----------------------- | -------------- | ----- | ---- | ----- | ----- | ----- | ---- |
| 1    | 2    | 미카엘 킹즈버리         | 캐나다         | 23.87 | 53.8 | 15.75 | 16.52 | 86.07 | Q    |
| 2    | 4    | 알렉산드르 스미실랴예프 | 러시아 출신    | 15.32 | 54.5 | 14.11 | 15.32 | 83.93 | Q    |
| 3    | 18   | 드미트리 레이헤르트     | 카자흐스탄     | 25.08 | 52.4 | 13.90 | 14.93 | 81.23 | Q    |
| 4    | 7    | 트로이 머피             | 미국           | 25.40 | 51.7 | 14.74 | 14.51 | 80.95 | Q    |
| 5    | 5    | 호리시마 이쿠마         | 일본           | 23.95 | 49.0 | 14.93 | 16.42 | 80.35 | Q    |
| 6    | 1    | 하라 다이치             | 일본           | 25.06 | 49.7 | 15.36 | 14.95 | 80.01 | Q    |
| 7    | 17   | 파벨 콜마코프           | 카자흐스탄     | 25.98 | 52.1 | 14.14 | 13.74 | 79.98 | Q    |
| 8    | 6    | 필리프 마르퀴           | 캐나다         | 26.12 | 51.5 | 12.71 | 13.56 | 77.77 | Q    |
| 9    | 10   | 맷 그레이엄             | 오스트레일리아 | 24.47 | 49.1 | 12.45 | 15.73 | 77.28 | Q    |
| 10   | 14   | 사샤 테오카리스         | 프랑스         | 24.89 | 47.7 | 13.67 | 15.18 | 76.55 | Q    |
| 11   | 20   | 마르크앙투안 가뇽       | 캐나다         | 26.04 | 48.0 | 14.66 | 13.66 | 76.32 |      |
| 12   | 13   | 앙토니 베나             | 프랑스         | 25.48 | 48.7 | 13.18 | 14.40 | 76.28 |      |
| 13   | 27   | 엔도 쇼                 | 일본           | 24.92 | 47.8 | 12.79 | 15.14 | 75.73 |      |
| 14   | 11   | 케이시 앤드링가         | 미국           | 26.04 | 46.9 | 14.69 | 13.66 | 75.25 |      |
| 15   | 26   | 브래들리 윌슨           | 미국           | 24.38 | 46.3 | 13.10 | 15.85 | 75.25 |      |
| 16   | 16   | 니시 노부유키           | 일본           | 24.74 | 47.6 | 12.19 | 15.38 | 75.17 |      |
| 17   | 3    | 로언 채프먼데이비스     | 오스트레일리아 | 26.07 | 48.1 | 12.24 | 13.62 | 73.96 |      |
| 18   | 8    | 펠릭스 엘로프손         | 스웨덴         | 24.65 | 46.2 | 12.16 | 15.49 | 73.85 |      |
| 19   | 19   | 발테르 발베리           | 스웨덴         | 25.67 | 47.3 | 12.16 | 14.15 | 73.61 |      |
| 20   | 21   | 최재우                  | 대한민국       | 24.95 | 43.0 | 14.85 | 15.10 | 72.95 |      |
| 21   | 28   | 뱅자맹 카베             | 프랑스         | 26.40 | 45.9 | 13.65 | 13.19 | 72.74 |      |
| 22   | 29   | 에머슨 스미스           | 미국           | 25.41 | 46.9 | 11.20 | 14.49 | 72.59 |      |
| 23   | 12   | 제임스 매시슨           | 오스트레일리아 | 26.33 | 46.2 | 12.79 | 13.28 | 72.27 |      |
| 24   | 22   | 김지현                  | 대한민국       | 26.05 | 43.7 | 12.50 | 13.65 | 69.85 |      |
| 25   | 15   | 루드비그 피엘스트룀     | 스웨덴         | 25.07 | 41.8 | 11.83 | 14.94 | 68.57 |      |
| 26   | 25   | 서명준                  | 대한민국       | 25.02 | 44.4 | 9.04  | 15.01 | 68.45 |      |
| 27   | 9    | 이미 살로넨             | 핀란드         | 28.48 | 24.9 | 7.84  | 10.44 | 43.18 |      |
| 28   | 30   | 유시 펜탈라             | 핀란드         | 27.32 | 11.3 | 6.88  | 11.97 | 30.15 |      |
|      | 23   | 비니아르 슬로텐         | 노르웨이       |       |      |       |       |       | DNF  |
|      | 24   | 브로디 서머스           | 오스트레일리아 |       |      |       |       |       | DNS  |

## 범례
|  | 세계 신기록                  |  |                   | 아프리카 신기록 |                      | Q | 예선 통과 |
|  | 올림픽 신기록                |  | 북아메리카 신기록 | DNS             | 경기를 시작하지 않음 |   |           |
|  |                              |  | 아시아 신기록     | DNF             | 경기를 마치지 않음   |   |           |
|  | 국가 신기록                  |  | 유럽 신기록       | DSQ             | 실격                 |   |           |
|  | 개인 최고 기록 (개인 신기록) |  | 오세아니아 신기록 | WD              | 기권                 |   |           |
|  | 시즌 최고 기록 (시즌 신기록) |  | 남아메리카 신기록 | NM              | 기록 없음            |   |           |